# شهرک صنعتی قوچان
شهرک صنعتی قوچان یک منطقهٔ مسکونی در ایران است که در دهستان قوچان عتیق واقع شده‌است. شهرک صنعتی قوچان ۶۴ نفر جمعیت دارد.